# Елизабет Бергнер
Елизабет Бергнер (на немски: Elisabeth Bergner) е германска театрална и филмова актриса. Работила е с Макс Райнхард.

## Роли
- Розалинада – „Както ви се харесва“ – Уилям Шекспир
- Виола – „Дванадесетата нощ“ – Уилям Шекспир
- Жулиета – „Ромео и Жулиета“ – Уилям Шекспир
- Йоана – „Св. Йоана“ – Джордж Бърнард Шоу

## Избрана филмография
| Година | Филм                         | Оригинално заглавие    | Роля      | Режисьор  |
| ------ | ---------------------------- | ---------------------- | --------- | --------- |
| 1926   | Флорентинският цигулар       | Der Geiger von Florenz | Рение     | Пол Цинер |
| 1934   | Възходът на Екатерина Велика | Catherine the Great    | Екатерина | Пол Цинер |
| 1936   | Както ви се харесва          | As You Like It         | Розалинд  | Пол Цинер |